# カトリック別府教会
カトリック別府教会（カトリックべっぷきょうかい）は、大分県別府市末広町にあるキリスト教カトリック大分教区の教会およびその聖堂である。サレジオ修道会
によって建立され、運営が委託されている。

## 概要
現在の聖堂は1950年12月17日に落成。フランス・ルルドにある教会を模して建築された。聖堂内部の正面には大理石製祭壇、祭壇の右側には扶助者聖母マリアの像とドン・ボスコのモザイク画、左側にはイエスの像とイエスのモザイク画がある。左右の壁にはイエスの受難を表すレリーフ(14枚)が掛けられている。2006年には、老朽化した聖堂の大規模な改修工事が行われた。ステンドグラスの窓も、以前のシンプルなデザインからポーランド人デザイナーのエバー・ギュルコビッチ設計による芸術的なものに一新された。

## 沿革
- 1927年（昭和2年） - 松原通りの民家を借りて別府での布教が始まる。
- 1930年（昭和5年） - 現在の教会の土地を購入。
- 1931年（昭和6年） - 5月、最初の司祭館を建設。12月、大分教会より別府小教区が独立。
- 1933年（昭和8年） - 8月、「聖母の被昇天の祝日」に司祭館の中に新しい聖堂が完成、祭壇が設けられる。
- 1935年（昭和10年） - 6月30日、2代目聖堂落成。
- 1950年（昭和25年） - 12月17日、聖フランシスコ・ザビエル渡来400年記念し、現聖堂落成。フランス・ルルドにある教会を模して建てられた。
- 1951年（昭和26年） - 12月8日、現在の聖母マリア像を設置。
- 1956年（昭和31年） - 12月8日、イタリアより大理石の大祭壇到着。完成[6]。
- 1957年（昭和32年） - 10月20日、ローマ教皇庁大使フルステンベルグ大司教司式による祭壇と聖堂の聖別式[7]。
- 1959年（昭和34年） - 8月15日、聖堂前に「ルルドの洞窟」完成[8]。
- 1968年（昭和43年） - 3月8日、新しい対面式祭壇を設置。
- 1972年（昭和47年） - 2月、2代目司祭館落成。
- 1981年（昭和56年） - 11月23日、創立50周年記念式典、祝賀会。
- 1983年（昭和58年） - 10月23日、「あがないの聖年」。別府教会献堂記念日。 鐘楼の鉦を3個追加。計4個。電動式になる。
- 2006年（平成18年） - 3月31日、聖堂改修工事完成。4月2日、聖堂祝別式。5月28日、75周年記念ミサ・式典[9]。
- 2018年（平成30年） - 7月8日、現司祭館落成。

## 所在地
〒874-0938　大分県別府市末広町1-14

## 交通アクセス
- JR 別府駅東口から徒歩10分